# 切斯特敦 (紐約州)
切斯特敦（英語：Chestertown）是位於美國紐約州沃倫縣的普查規定居民點。

## 人口
根據2020年美國人口普查的數據，切斯特敦的面積為9.99平方千米，當中陸地面積為9.95平方千米，而水域面積為0.03平方千米。當地共有人口586人，而人口密度為每平方千米58.66人。